# 徒手攀岩
《徒手攀岩》（英語：Free Solo）是2018年美国纪录片，由伊丽莎白·柴·瓦沙瑞莉和金国威导演。影片记录了攀岩运动家亚历克斯·霍诺尔德2017年6月3日徒手攀爬酋长岩的惊险过程。2018年8月31日，影片首映礼在特柳赖德电影节举行。影片还参加2018年多伦多国际影展，赢得多伦多国际电影节人民选择奖最佳纪录片。影片于2018年9月28日在美国公映，票房1900万美元，口碑不俗。影片获得奥斯卡最佳纪录片等多个奖项。

## 剧情
2017年6月3日，攀岩运动家亚历克斯·霍诺尔德不借助任何绳索或安全装备，耗費3小時56分，徒手登上優勝美地国家公园3000英尺高的酋长岩。本片记录了亚历克斯如何在逐夢之際，如何面對家庭、愛情與友誼等人際關係，以及如何專注於目標，完成攀岩史上壮举的全过程。

## 制作
对于导演金国威一行人来说，最大问题便是在不影响霍诺尔德攀登的同时拍摄。伊丽莎白·柴·瓦沙瑞莉表示，这就需要做充分的准备。
其中一个难题便是录下霍诺尔德的声音。由于离镜头太远，他需要使用无线麦。与此同时，无线麦的线不能影响攀爬，他身上的所有录音设备需要严峻考验。两位导演找到了制片方本身就是攀登运动员的录音师吉姆·赫鲁斯（Jim Hurst）。吉姆采用了一种能将信号传递给摄像机，超出范围时可以自行录音的机器。
影片由国家地理伙伴（National Geographic Partners）制作，该公司股东是二十一世紀福斯，其余股份由國家地理學會控股。

## 评价

### 票房
截至2019年2月24日，《徒手攀岩》在美国和加拿大共获得1650万美元的票房，海外票房280万，全球票房共1930万。上映首周末四家影院票房30.0804美元，超过《八年级》和《难以忽视的真相》，场均票房75201，成为2018年场均票房最好的电影，也是史上场均票房最好的纪录片。次周末上映影院扩大到251家。第三周周末129家影院上映，票房859051，第四周周末251家影院票房100万。第五周周末394家影院上映，票房106万，总票房超过500万。

### 专业评价
汇总媒体烂番茄新鲜度98%，评论108条，平均得分8.3/10。网站共识写道：“《徒手攀岩》刻画了许多观众无法理解的运动功绩，以普遍存在的激情尝试为基础。”Metacritic打出83/100，评论25条，表示“好评如潮”。
《综艺》的彼得·德布鲁吉（Peter Debrudge）表示：“除了约一个小时的缓慢展开，影片一直保持生动（马可·贝尔特拉米心跳加速的配乐，还有片尾字幕中与之相反、令人焦躁不安蒂姆·麦格罗高超单曲《Gravity》起了很大的辅助作用），展示了在锡安国家公园月华拱壁（Moonlight Buttress）和摩洛哥塔吉亚几乎纯石灰岩悬崖的试爬。”《名利场》的理查德·劳森（Richard Lawson）认为影片是“振奋地做出来的”，认为：“我充满活力又慌乱地离开了剧院，敬畏于这个有魅力的男人的壮举之余，又害怕这会激励别人效仿。不过，或许《徒手攀岩》讲的是对他们的英雄的详细、固定的刻画，与那些渴望这样做的人们沟通，确实很少人有着亚历克斯·霍诺尔德那样的体魄。某种程度上说，这得谢天谢地。”

## 奖项
| 大奖               | 颁奖日期       | 奖项                       | 获奖者或提名者                                         | 结果 | 参考   |
| ------------------ | -------------- | -------------------------- | ------------------------------------------------------ | ---- | ------ |
| 多倫多國際電影節   | 2018年9月16日  | 人民选择奖最佳纪录片       | 《徒手攀岩》                                           | 獲獎 | [ 3 ]  |
| 纪录片影评人选择奖 | 2018年11月10日 | 最佳纪录片                 | 《徒手攀岩》                                           | 提名 | [ 16 ] |
| 纪录片影评人选择奖 | 2018年11月10日 | 最佳导演                   | 金国威和伊丽莎白·柴·瓦沙瑞莉                           | 提名 | [ 16 ] |
| 纪录片影评人选择奖 | 2018年11月10日 | 最佳运动纪录片             | 《徒手攀岩》                                           | 獲獎 | [ 16 ] |
| 纪录片影评人选择奖 | 2018年11月10日 | 最引人注目的纪录片在世主角 | 亚历克斯·霍诺尔德                                      | 獲獎 | [ 16 ] |
| 纪录片影评人选择奖 | 2018年11月10日 | 最具创新性纪录片           | 《徒手攀岩》                                           | 獲獎 | [ 16 ] |
| 纪录片影评人选择奖 | 2018年11月10日 | 最佳摄影                   | 金国威、克莱尔·波普金、麦奇·舍弗                       | 獲獎 | [ 16 ] |
| 纪录片影评人选择奖 | 2018年11月10日 | 最佳剪辑                   | 鮑伯·艾森哈特                                          | 提名 | [ 16 ] |
| 好莱坞传媒音乐大奖 | 2018年11月14日 | 最佳纪录片原创配乐         | 馬可·貝爾特拉米                                        | 提名 | [ 17 ] |
| 好莱坞传媒音乐大奖 | 2018年11月14日 | 最佳纪录片原创歌曲         | 提姆·麥克羅和洛瑞·麥肯納                               | 提名 | [ 17 ] |
| 国际纪录片协会奖   | 2018年12月8日  | 最佳影片                   | 《徒手攀岩》                                           | 提名 | [ 18 ] |
| 国际纪录片协会奖   | 2018年12月8日  | 最佳摄影                   | 金国威、克莱尔·波普金、麦奇·舍弗                       | 提名 | [ 18 ] |
| 國家評論協會獎     | 2019年1月8日   | 五佳纪录片                 | 《徒手攀岩》                                           | 獲獎 | [ 19 ] |
| 电影之眼荣誉奖     | 2019年1月10日  | 观众选择奖                 | 《徒手攀岩》                                           | 獲獎 | [ 20 ] |
| 电影之眼荣誉奖     | 2019年1月10日  | 最佳摄影                   | 金国威、克莱尔·波普金、麦奇·舍弗                       | 獲獎 | [ 20 ] |
| 电影之眼荣誉奖     | 2019年1月10日  | 最佳原创配乐               | 马可·贝尔特拉米                                        | 提名 | [ 20 ] |
| 电影之眼荣誉奖     | 2019年1月10日  | 最佳制作                   | 《徒手攀岩》                                           | 獲獎 | [ 20 ] |
| 美国制片人工会奖   | 2019年1月19日  | 最佳纪录片电影奖           | 伊丽莎白·柴·瓦沙瑞莉、金国威、香侬·迪尔、埃文斯·海耶斯 | 提名 | [ 21 ] |
| 美国导演工会奖     | 2019年2月2日   | 最佳纪录片导演             | 伊丽莎白·柴·瓦沙瑞莉和金国威                           | 提名 | [ 22 ] |
| 英国电影学院奖     | 2019年2月10日  | 最佳纪录片                 | 伊丽莎白·柴·瓦沙瑞莉、金国威、香侬·迪尔、埃文斯·海耶斯 | 獲獎 | [ 23 ] |
| 卫星奖             | 2019年2月17日  | 最佳纪录片                 | 《徒手攀岩》                                           | 提名 | [ 24 ] |
| 奥斯卡金像奖       | 2019年2月24日  | 最佳纪录片                 | 伊丽莎白·柴·瓦沙瑞莉、金国威、香侬·迪尔、埃文斯·海耶斯 | 獲獎 | [ 25 ] |